# ミズネコノオ
ミズネコノオ (Pogostemon stellatus) は、シソ科ミズトラノオ属の一年生植物である。アクアリウムで栽培されることもあり、イエローオランダプラントの名で流通している。

## 分布
日本、韓国、中国、東南アジアに分布。湿地や水田などに生息する湿生植物。

## 形態、生態

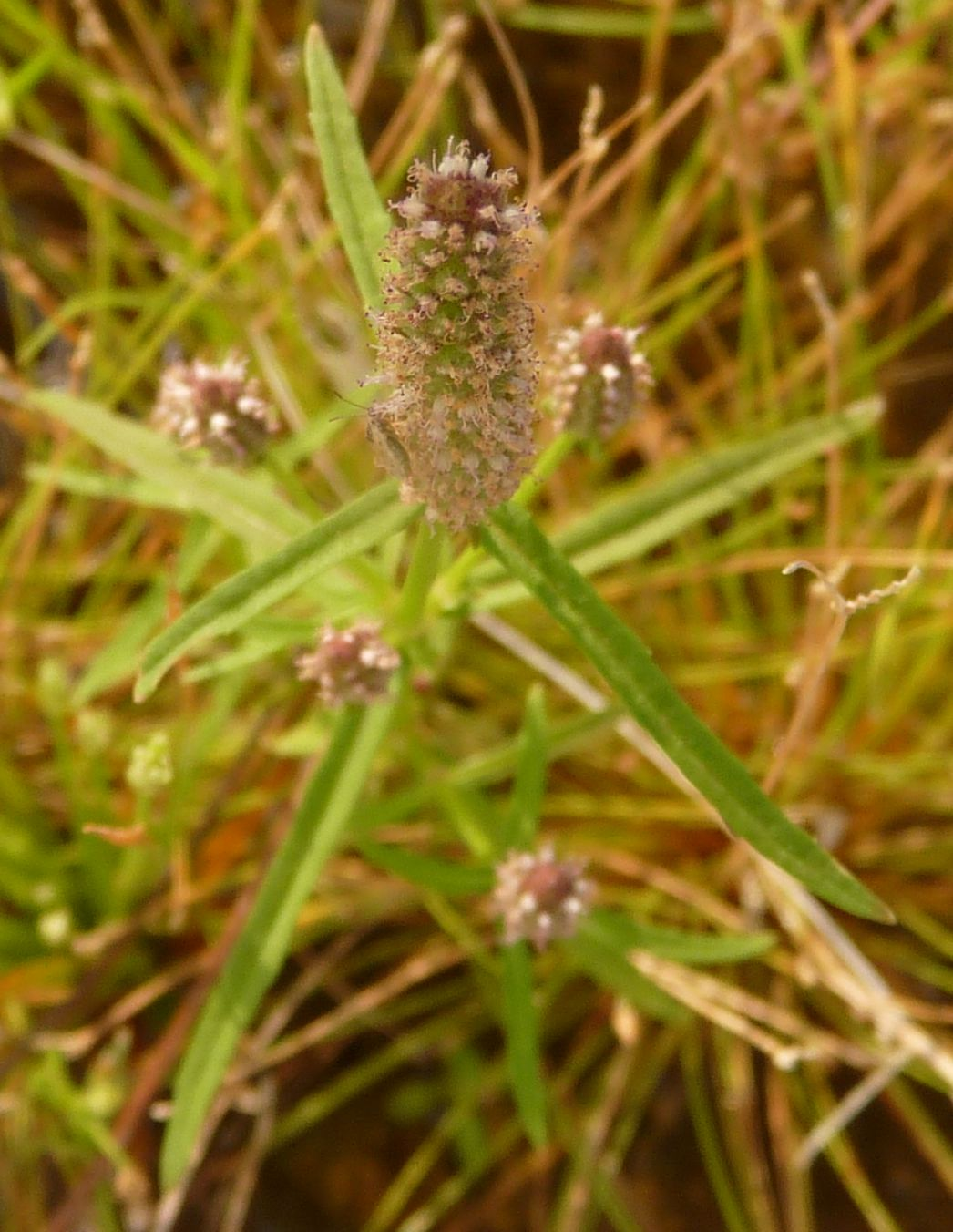
花

基部が地上に匍匐し、そこから茎が直立する。高さは15-50cmになる。多数の枝分かれがみられる。葉は細長い線形葉で、4-6輪生する。葉の長さは2-6cm、幅2-4mm。
花期は8-10月。茎の先端に長さ2-5cm、幅5mmほどの直立する穂状花序をつけ、長さ3mmほどの花を蜜につける。花は下の方から順に開花する。花弁は白色または淡紅色。雄しべは花から突き出しており、まばらに冠毛を持つ。

## 類似種
同属のミズトラノオと類似するが、ミズトラノオは地下茎を持つ。またミズトラノオは多年草であるが、ミズネコノオは一年草である。そのほか、ミズネコノオの花色が淡い白色であるのに対し、ミズトラノオの花は淡紫色であるほか、ミズトラノオの葉は3-4輪生であるなどといった点が異なる。

## 利用
アクアリウムで用いられることがある。流通名はイエローオランダプラント。